# Allowitz Peak
Der Allowitz Peak ist ein 1240 m hoher Berg im ostantarktischen Viktorialand. Er ragt unmittelbar westlich des Mount Troubridge 5 km nordöstlich des Mount Stuart in den Hedgpeth Heights der Anare Mountains auf.
Der United States Geological Survey kartierte ihn anhand eigener Vermessungen und mithilfe von Luftaufnahmen der United States Navy zwischen 1960 und 1963. Das Advisory Committee on Antarctic Names benannte den Berg nach dem US-amerikanischen Biologen Ronald D. Allowitz (* 1940), der zwischen 1962 und 1963 für das United States Antarctic Research Program auf der Hallett-Station tätig war.